# Institut Adolphe Merkle
L’institut Adolphe Merkle (en anglais : Adolphe Merkle Institute, AMI) de l'université de Fribourg est un centre de recherche indépendant dédié aux nano-sciences et aux sciences des matériaux.

## Histoire
En 2007, le docteur Adolphe Merkle (en), entrepreneur originaire de Fribourg, fonde la fondation Adolphe Merkle dans le but de renforcer la recherche et l'enseignement à l'université de Fribourg. Sa contribution de 100 millions de francs suisses constitue l'une des donations privées les plus importantes ayant pour but de soutenir la recherche universitaire en Suisse.
Le financement permet notamment de disposer de locaux modernes, à la suite de la rénovation de deux villas de style art nouveau, réalisée en 1906 et en 1908 par les architectes Frédéric Broillet et Charles Albert Wulffleff, qui accueillaient l'ancienne Clinique Garcia.

## Activités de recherche
À vocation interdisciplinaire, l'Institut Adolphe Merkle se concentre sur les trois axes suivants :
- Recherche fondamentale
- Recherche appliquée en collaboration avec l'industrie locale, nationale et internationale
- Réalisation de mandats de recherche pour le compte des petites et moyennes entreprises.